# Federico Magnus I di Solms-Laubach
Federico Magnus I di Solms-Laubach (1º ottobre 1521 – Laubach, 13 gennaio 1561) fu reggente di Solms-Laubach dal 1522 al 1548 e Conte regnante di Solms-Laubach dal 1548 alla morte.

## Biografia
Con la prematura morte del padre Otto (1496 - 1522), Federico Magnus I entrò in possesso della parte del padre della Contea di Solms. Egli scelse il castello di Laubach come sua residenza permanente e gradualmente convertì il castello in un palazzo. Dopo la terza spartizione del Solms nel 1548, Solms-Laubach venne elevato in principato separato, con Federico Magnus I come primo sovrano.
Nel 1540, Laubach divenne una fortezza con una milizia assegnata. La guarnigione è stata preservata fino ai giorni nostri e attualmente funge da salone per le feste di Laubach. 
Federico Magnus I fu un amico del riformatore Filippo Melantone; egli introdusse la riforma protestante nel Solms-Laubach nel 1544. Federico Magnus I abolì le tasse di successione e emanò un protocollo di corte semplificato rispetto al precedente, che in seguito si evolvette e divenne il Codice Civile di Solms. Nel 1555 egli fondò una scuola latina, con insegnanti provenienti da Wittenberg. Egli fondò inoltre la biblioteca di Laubach, che attualmente conserva oltre 90 000 volumi, dal XVI secolo ai giorni nostri.
Federico Magnus I morì nel 1561 lasciando il trono al figlio Giovanni Giorgio (1547 - 1600). La figlia Elisabetta (6 marzo 1549 - 1599) fu la seconda moglie di Ludovico I di Sayn-Wittgenstein.

## Ascendenza
|                                              |                                           |                                                                        | Genitori                                                                 |  |  | Nonni |  |  | Bisnonni                     |  |  | Trisnonni                          |  |
|                                              |                                           |                                                                        |                                                                          |  |  |       |  |  | Cuno, II conte di Solms-Lich |  |  | Giovanni VI, I conte di Solms-Lich |  |
|                                              |                                           |                                                                        |                                                                          |  |  |       |  |  | Cuno, II conte di Solms-Lich |  |  | Giovanni VI, I conte di Solms-Lich |  |
|                                              |                                           | Elisabetta di Cronberg                                                 |                                                                          |  |  |       |  |  | Cuno, II conte di Solms-Lich |  |  |                                    |  |
| Filippo, III conte di Solms-Lich             |                                           |                                                                        |                                                                          |  |  |       |  |  | Cuno, II conte di Solms-Lich |  |  |                                    |  |
|                                              |                                           | Valpurga di Dhaun-Kyrburg                                              | Giovanni IV, III conte di Dhaun-Kyrburg                                  |  |  |       |  |  |                              |  |  |                                    |  |
|                                              |                                           | Valpurga di Dhaun-Kyrburg                                              | Giovanni IV, III conte di Dhaun-Kyrburg                                  |  |  |       |  |  |                              |  |  |                                    |  |
|                                              |                                           | Valpurga di Dhaun-Kyrburg                                              | Elisabetta di Hanau                                                      |  |  |       |  |  |                              |  |  |                                    |  |
| Ottone, I conte di Solms-Laubach             |                                           | Valpurga di Dhaun-Kyrburg                                              |                                                                          |  |  |       |  |  |                              |  |  |                                    |  |
|                                              |                                           | Filippo I, I conte di Hanau-Münzenberg                                 | Reinardo III, II conte di Hanau                                          |  |  |       |  |  |                              |  |  |                                    |  |
|                                              |                                           | Filippo I, I conte di Hanau-Münzenberg                                 | Reinardo III, II conte di Hanau                                          |  |  |       |  |  |                              |  |  |                                    |  |
|                                              |                                           | Filippo I, I conte di Hanau-Münzenberg                                 | Margherita del Palatinato-Mosbach                                        |  |  |       |  |  |                              |  |  |                                    |  |
| Adriana di Hanau-Münzenberg                  |                                           | Filippo I, I conte di Hanau-Münzenberg                                 |                                                                          |  |  |       |  |  |                              |  |  |                                    |  |
|                                              |                                           | Adriana di Nassau-Dillenburg                                           | Giovanni IV, VII conte di Nassau-Dillenburg                              |  |  |       |  |  |                              |  |  |                                    |  |
|                                              |                                           | Adriana di Nassau-Dillenburg                                           | Giovanni IV, VII conte di Nassau-Dillenburg                              |  |  |       |  |  |                              |  |  |                                    |  |
|                                              |                                           | Adriana di Nassau-Dillenburg                                           | Maria di Loon-Heinsberg                                                  |  |  |       |  |  |                              |  |  |                                    |  |
| Federico Magnus I, II conte di Solms-Laubach |                                           | Adriana di Nassau-Dillenburg                                           |                                                                          |  |  |       |  |  |                              |  |  |                                    |  |
|                                              | Enrico IV, V duca di Meclemburgo-Schwerin | Giovanni IV, IV duca di Meclemburgo-Schwerin                           |                                                                          |  |  |       |  |  |                              |  |  |                                    |  |
|                                              | Enrico IV, V duca di Meclemburgo-Schwerin | Giovanni IV, IV duca di Meclemburgo-Schwerin                           |                                                                          |  |  |       |  |  |                              |  |  |                                    |  |
|                                              | Enrico IV, V duca di Meclemburgo-Schwerin | Caterina di Sassonia-Lauenburg                                         |                                                                          |  |  |       |  |  |                              |  |  |                                    |  |
| Magnus II, VI duca di Meclemburgo-Schwerin   | Enrico IV, V duca di Meclemburgo-Schwerin |                                                                        |                                                                          |  |  |       |  |  |                              |  |  |                                    |  |
|                                              |                                           | Dorotea di Brandeburgo                                                 | Federico I, VII principe elettore di Brandeburgo                         |  |  |       |  |  |                              |  |  |                                    |  |
|                                              |                                           | Dorotea di Brandeburgo                                                 | Federico I, VII principe elettore di Brandeburgo                         |  |  |       |  |  |                              |  |  |                                    |  |
|                                              |                                           | Dorotea di Brandeburgo                                                 | Elisabetta di Baviera-Landshut                                           |  |  |       |  |  |                              |  |  |                                    |  |
| Anna di Meclemburgo-Schwerin                 |                                           | Dorotea di Brandeburgo                                                 |                                                                          |  |  |       |  |  |                              |  |  |                                    |  |
|                                              |                                           | Eric II, VIII duca di Pomerania-Wolgast e X duca di Pomerania-Stettino | Vartislao IX, VII duca di Pomerania-Wolgast                              |  |  |       |  |  |                              |  |  |                                    |  |
|                                              |                                           | Eric II, VIII duca di Pomerania-Wolgast e X duca di Pomerania-Stettino | Vartislao IX, VII duca di Pomerania-Wolgast                              |  |  |       |  |  |                              |  |  |                                    |  |
|                                              |                                           | Eric II, VIII duca di Pomerania-Wolgast e X duca di Pomerania-Stettino | Sofia di Sassonia-Lauenburg                                              |  |  |       |  |  |                              |  |  |                                    |  |
| Sofia di Pomerania-Wolgast                   |                                           | Eric II, VIII duca di Pomerania-Wolgast e X duca di Pomerania-Stettino |                                                                          |  |  |       |  |  |                              |  |  |                                    |  |
|                                              |                                           | Sofia di Pomerania-Stolp                                               | Boghislao IX, VI duca di Pomerania-Stolp e II duca di Pomerania-Stargard |  |  |       |  |  |                              |  |  |                                    |  |
|                                              |                                           | Sofia di Pomerania-Stolp                                               | Boghislao IX, VI duca di Pomerania-Stolp e II duca di Pomerania-Stargard |  |  |       |  |  |                              |  |  |                                    |  |
|                                              |                                           | Sofia di Pomerania-Stolp                                               | Maria di Masovia                                                         |  |  |       |  |  |                              |  |  |                                    |  |
|                                              |                                           | Sofia di Pomerania-Stolp                                               |                                                                          |  |  |       |  |  |                              |  |  |                                    |  |